# 玛丽察·马丁
玛丽察·马丁·穆诺茨（Maritza Martin Munoz，1959年10月29日—1993年1月18日），女，在佛罗里达州北劳德代尔墓地被前夫埃米利奥·努涅斯（Emilio Nuñez）枪杀。事发前努涅斯在女儿的墓前悼念，Ocurrió Así电视台记者英格丽德·克鲁兹（Ingrid Cruz）正在采访他。当电视台在拍摄努涅兹时，马丁开车前来，记者克鲁兹前往采访马丁。马丁和努涅兹15岁的女儿Yoandra在1992年怀孕13周时自杀身亡，努涅兹将Yoandra的死归咎于马丁。努涅斯认为女儿曾被继父虐待，并被马丁谋杀或强迫自杀。这两种说法都被调查人员驳回。Yoandra是由马丁抚养长大的，努涅兹在这期间与她没有任何联系。
克鲁兹不断敲打马丁的车窗好让她回答问题，这时努涅斯离开墓地回到他的车上。马丁随后下车记下努涅兹的车牌号，然后转身走向坟墓，完全无视克鲁兹提出的一连串问题。马丁默默走向坟墓时克鲁兹仍在不断向她发问，这时努涅斯突然拿着一把9毫米半自動手槍回来，朝马丁背后开枪，马丁中弹扑倒在地，努涅斯又朝她补了几枪。案发过程被摄影师录下，克鲁兹尖叫着跑向电视台的车。这段影片后来被电影《科倫拜校園事件》和《地下影带》引用。
马丁死后留下了一个18个月大的儿子。马丁她被葬在女儿旁边。
2000年，劳德代尔堡陪审团裁定埃米利奥·努涅斯有罪，判处无期徒刑，服刑25年后方有可能假释。